# Mimi Mercedez
Milena Janković (Beograd, 23. studenog 1992.), poznatija kao Mimi Mercedez, srpska je reperica i kantautorica. Od svog debija 2011. izdala je pet studijskih albuma.
Rođena je u Beogradu, a odrasla na Konjarniku. Završila je Treću beogradsku gimnaziju. Svoju prvu pjesmu objavila je 2011. godine.
Najviše surađuje s producentom Žarkom Krstićem Zartikalom. Osim za sebe, pisala je tekstove i za druge pjevačice poput Nikolije, Milice Pavlović i Jelene Karleuše.
Godine 2015. objavila je svoj prvi album „Našminkam se i pravim haos” na kojem se našao i hit „Kleoptara”. Iste godine surađuje s Milanom Stankovićem i Milom Kitićem. Sljedeće godine imala je hit s Kayom - „You Can't Sit with Us”.
Godine 2018. godine objavila je albume „Stara Mimi” i „Kuma”. Sljedeće godine ima duete sa Stojom i izdaje album „Mržnja”.
Godine 2022. godine prvi put je nastupila na EXITu. Njezin peti album „Frka u svemiru” objavljen je u veljači 2023. U veljači 2024. surađivala je s hrvatskim reperom Gršom na singlu „Tokyo Drift”.
U prosincu 2024. objavljeno je da će sudjelovati na srpskom izboru za Pjesmu Eurovizije 2025. s pjesmom „Turbo žurka”.
Tijekom svoje karijere koristila je više alter ega. Poznat je po referencama na devedesete u Srbiji.  

## Albumi
- „Našminkam se i pravim haos” (2015.)
- „Kuma” (2018.)
- „Stara Mimi” (2018.)
- „Mržnja” (2019.)
- „Frka u svemiru” (2023.)